# (4360) Xuyi
(4360) Xuyi ist ein Asteroid des Hauptgürtels, der am 9. Oktober 1964 am Purple-Mountain-Observatorium in Nanjing entdeckt wurde.
Das chinesische Xu Yi heißt übersetzt eine Fernsicht genießen mit weit offenen Augen. In Xuyi gibt es eine bedeutende Außenstelle des Purple-Mountain-Observatoriums. die Benennung erfolgte am 6. August 2003.